# José Isidro Guerrero Macías
José Isidro Guerrero Macías (* 31. Mai 1951 in Irapuato, Bundesstaat Guanajuato; † 23. Februar 2022 in Culiacán) war ein mexikanischer Geistlicher und römisch-katholischer Bischof von Mexicali.

## Leben
José Isidro Guerrero Macías empfing am 22. April 1973 in der Kathedrale von Culiacán das Sakrament der Priesterweihe. Er studierte von 1967 bis 1972 Philosophie am Erzbischöflichen Seminar von Guadalajara und von 1978 bis 1980 Pastoral- und Moraltheologie an der Päpstlichen Lateranuniversität und der Alfonsiana in Rom. Außerdem studierte er Sakrale Archäologie in Israel und absolvierte verschiedene Kurse für Seminarausbilder beim Lateinamerikanischen Bischofsrat (CELAM).
Ab 1984 hatte er verschiedene Ämter im Bistum Culiacán inne, unter anderem als Patoralberufungspate, Mitglied des Presbyteriums und des Pastoralrats sowie als Professor am Priesterseminar von Culiacán. Außerdem war er Kooperator in der Pfarrei Badiraguato, Kaplan in der Pfarrei San Rafael in Culiacán und Kaplan verschiedener Ordensgemeinschaften.
Am 31. Mai 1997 ernannte ihn Papst Johannes Paul II. zum Bischof von Mexicali. Der Apostolische Nuntius in Mexiko, Erzbischof Justo Mullor García, spendete ihm am 17. September desselben Jahres die Bischofsweihe; Mitkonsekratoren waren der Erzbischof von Hermosillo, José Ulises Macías Salcedo, und der Bischof von Culiacán, Benjamín Jiménez Hernández.
In der Mexikanischen Bischofskonferenz (CEM) war er Mitglied der Bischöflichen Kommissionen für Evangelisierung und Katechese (1997–2000; 2003–2006) und für Seminare und Berufungen (1997–2000) sowie Stellvertreter für die Region Nordwest. Von 2006 bis 2009 und von 2009 bis 2012 war er Stellvertreter der CEM für die Kirchenprovinz Baja California.
Bischof Guerrero Macías, bekannt als Pater Chilo, starb im Februar 2022 im Alter von 70 Jahren an den Folgen einen SARS-CoV-2-Infektion.